# Medianoche en el Pera Palace
Medianoche en el Pera Palace (en turco: Pera Palas'ta Gece Yarısı) es una serie de televisión web turca de drama histórico coproducida y distribuida por Netflix. Dirigida por Emre Şahin está basada en el libro de 2014 Midnight at the Pera Palace: The Birth of Modern Istanbul de Charles King. Protagonizada por Hazal Kaya, Tansu Biçer y Selahattin Paşalı, fue estrenada en la plataforma Netflix el 3 de marzo de 2022.

## Sinopsis
Esra (Hazal Kaya) es una periodista que recibe el encargo de escribir un artículo sobre el legendario Pera Palace Hotel, ubicado en el distrito de Beyoğlu de Estambul. Cuando realiza una visita al hotel se encuentra con un portal en una habitación que la transporta al año 1919. En el pasado, Esra se involucra rápidamente en una conspiración política contra el fundador de la Turquía moderna: Mustafa Kemal Atatürk. Junto a Ahmet (Tansu Biçer) el gerente del hotel, Esra debe preservar el curso de la historia de Turquía y asegurar el futuro del país, mientras se encuentra en una época convulsa. Cuando conoce al apuesto y enigmático dueño del club, Halit, también se da cuenta de que en 1919 nada es lo que parece y que todos intentan ocultar su verdadera identidad.

## Episodios
| Temporada | Temporada | Episodios | Lanzamiento original     |
| --------- | --------- | --------- | ------------------------ |
|           | 1         | 8         | 3 de marzo de 2022       |
|           | 2         | 8         | 12 de septiembre de 2024 |

### Primera temporada (2022)
| N.º en serie | N.º en temp. | Título                     | Dirigido por | Escrito por | Fecha de emisión original |
| --- | ------------ | -------------------------- | ------------ | ----------- | ------------------------- |
| 1 | 1            | «El Viaje»                 | Emre Shahin  | Elif Usman  | 03 de marzo de 2022       |
| Esra, una periodista huérfana de 27 años, llega tarde a su trabajo y recibe la asignación de hacer un artículo especial sobre el 120 aniversario del Hotel Pera Palace. Al llegar, Ahmet, el gerente, le da la bienvenida y la guía por el hotel, relatándole historias de figuras como Agatha Christie, Mustafa Kemal Atatürk y Peride, una enigmática mujer enamorada de Atatürk que lo salvó de un atentado en 1919, dejando solo un pañuelo como prueba de su existir. Una tormenta azota Estambul, y Ahmet invita a Esra a pasar la noche en el hotel. Esa noche, mientras termina su artículo en el bar del hotel, Esra vuelve a encontrarse con Ahmet, quien se alista para sus vacaciones. Ahmet comparte más sobre la historia de Agatha Christie, su desaparición en el hotel y una llave misteriosa hallada en la habitación 411, que él cuida celosamente. Antes de la medianoche, Esra encuentra la llave misteriosa en su mesita de noche, creyendo que es un obsequio de Ahmet, y decide explorar la habitación de Agatha Christie. Al marcar el reloj la medianoche, un temblor estremece la habitación, llenando de terror a Esra. Cuando el movimiento cesa, sale asustada y descubre que la recepción del hotel ha cambiado, adoptando un estilo más antiguo. Un periódico le revela que es abril de 1919. Deambulando por el hotel, se topa con Agatha Christie y Mustafa Kemal Atatürk. Aunque cree estar soñando, un hombre, Halit, nota su presencia, pero Esra logra evadirlo. En el presente, Ahmet despierta con el brazo ennegrecido y, consciente de lo sucedido, se dirige al hotel y regresa a 1919. Ahí, se encuentra con Esra, vestida de época, y la confronta sobre sus intenciones en el Pera Palace. Esra, molesta, no lo reconoce y lo amenaza con llamar a la policía. Ahmet, confundido, la sigue hasta el salón donde se encuentra con la verdadera Esra, quien le agradece emocionada por el "regalo" de la llave. Ahmet, que nunca le dio tal llave, le pide que la muestre y, al reconocerla, le explica que ha viajado al pasado, lo que podría alterar el futuro. Ahmet la encierra en una habitación mientras intenta solucionar el problema de su brazo, resultado de alguna acción de Esra. Ella escapa por la ventana y, al indagar sobre Atatürk (nombre adoptado por Mustafa Kemal en 1934), capta la atención de un oficial británico, George, al revelar el futuro liderazgo de Mustafa Kemal en la independencia de Turquía. Al escapar del hotel, se encuentra con Halit, hablando con George. Ahmet, al encontrar a Esra, es interceptado por ellos, pero logran esconderse. Halit sigue a otra versión de Esra, permitiéndoles a Ahmet y a la Esra original buscar una forma de regresar al 2022 desde la habitación 411. Sin embargo, no logran viajar. Ahmet descubre a la otra Esra muerta en el baño de la habitación, complicando aún más su situación. |              |                            |              |             |                           |
| 2 | 2            | «Raíces»                   | Emre Shahin  | Elif Usman  | 03 de marzo de 2022       |
| Ahmet examina el cadáver de la otra Esra, descubriendo que en realidad se trata de Peride, la enigmática mujer que salvó a Mustafa Kemal Atatürk de un atentado en 1919. Ahmet comprende que el fallecimiento de Peride ha modificado el curso del futuro, puesto que sin su intervención para prevenir el ataque, Mustafa Kemal sería asesinado, impidiendo la fundación de Turquía como nación. Para enmendar el futuro, Ahmet solicita a Esra que se haga pasar por Peride, aprovechando el parecido entre ambas para indagar más sobre ella y la conspiración contra Mustafa Kemal. Al salir del hotel, Esra se encuentra con que Halit la espera afuera. Intenta escapar de él por las calles de Estambul, hasta que se topa con Reşat, un oficial turco que la confunde con Peride. Esra le pide a Reşat que la lleve a la casa de Peride mientras Halit observa discretamente. En la residencia, la familia murmura sobre las actitudes rebeldes y desafiantes de Peride/Esra mientras que Naim, su padre, la reprende por asistir a festividades y eventos, siendo que su deber como viuda honorable es permanecer en casa, orando al modo tradicional de las mujeres otomanas. Al tratar Esra de confrontar a Naim, Leyla, la hija de Peride, aparece y abraza a Esra creyendo que es su madre. Mientras tanto, Ahmet observa en el hotel cómo Halit conversa con George y Sonia, una camarera del hotel que despierta gran interés en él. A Esra la informan que debe arreglarse para una cena especial esa noche, a la cual asistirán unos invitados especiales del señor Naim. Ella sube a su habitación junto a Leyla, mientras que las hermanas de Peride notan un comportamiento extraño en ella. Paralelamente, Ahmet dialoga con Sonia acerca de Peride. Durante la cena, Esra descubre que los invitados especiales son Halit y George, y se entera de que Halit se enriqueció gracias a la guerra. Intenta escuchar la conversación entre Naim y George, pero Halit la descubre y le advierte que debe ser cauta con la información que escuchó anteriormente. Halit le propone encontrarse al siguiente día en el Bar Garden para hablar; sin embargo, Reşat interrumpe sugiriendo celosamente que Esra debería mantenerse alejada de Halit. Al concluir la cena, Leyla solicita dormir con su "madre" y pide que le cuente un cuento. Esra relata la historia de una niña huérfana curiosa que, al crecer, recibe un expediente con toda su historia pero no se atreve a revisarlo. Posteriormente, viaja en el tiempo, encuentra a su familia y se convierte en la madre de su abuela, haciendo alusión a su propia vida. Ahmet conversa en el bar del hotel con Sonia, quien le recuerda a su madre por sus orígenes rusos. Antes de medianoche, se despide y lleva el cadáver de Peride (vestido con ropas de Esra) a la habitación 413, con el fin de que viaje en el tiempo y así borrar evidencia de su muerte. Durante el traslado del cuerpo, pierde uno de los tenis, que es encontrado por un empleado del hotel. A la mañana siguiente, Esra descubre, gracias a Leyla, que Peride tenía un diario, y tras buscarlo sin éxito, Leyla confiesa que una hermana de Peride lo sustrajo. Esra halla el diario en la habitación y al confrontar a la hermana, esta revela que si su padre descubre su romance con Mustafa Kemal, la expulsaría de casa por considerarlo un personaje indeseable. Intentando leer el diario de Peride, que está en árabe otomano, Esra solo encuentra un recorte de periódico de 1916 sobre el misterioso hallazgo del cadáver de una joven en la habitación 413 del Pera Palace. Esa noche, Esra huye para encontrarse con Ahmet en el Pera Palace y mostrarle el diario, que él puede leer. Así mismo, comenta que Peride es vista como una mujer rebelde, curiosa y, sobre todo, arrogante con los empleados. Más tarde, en el Bar Garden, Esra se encuentra con Halit, quien la confronta preguntándole su verdadera identidad. Esra mantiene su papel como Peride y lo acusa de intentar asesinarla esa noche, alegando que todo lo dicho a George y los oficiales son mentiras. Mientras Ahmet lee el diario, descubre pasajes sobre Dimitri, quien trabajó en la construcción del hotel, además del portal de la verdad y el flujo del tiempo, pero es interrumpido cuando un hombre desconocido lo golpea en la cabeza y le roba el diario. |              |                            |              |             |                           |
| 3 | 3            | «Secretos»                 | Emre Shahin  | Elif Usman  | 03 de marzo de 2022       |
| Esra |              |                            |              |             |                           |
| 4 | 4            | «La desaparición»          | Emre Shahin  | Elif Usman  | 03 de marzo de 2022       |
| Esra |              |                            |              |             |                           |
| 5 | 5            | «Donde las dan, las toman» | Emre Shahin  | Elif Usman  | 03 de marzo de 2022       |
| Esra |              |                            |              |             |                           |
| 6 | 6            | «Vida o muerte»            | Emre Shahin  | Elif Usman  | 03 de marzo de 2022       |
| Esra |              |                            |              |             |                           |
| 7 | 7            | «Enfrentamiento»           | Emre Shahin  | Elif Usman  | 03 de marzo de 2022       |
| En 1919, Peride habla con Dimitri para poder viajar en el tiempo y descubrir quién va a asesinar a Mustafa Kemal. Dimitri le indica la habitación 411. Posteriormente, Dimitri sale del hotel y observa a Halit huyendo de la habitación 411 por la ventana, asumiendo que es el asesino de Peride. Esra se rehúsa a creer la versión de Dimitri. Halit se recupera gracias a las atenciones de Sonya, y le agradece por todo, empezando a formarse un cariño entre ambos. Ahmet se siente mucho mejor y Esra decide que debe confrontar a Halit, citándolo en una habitación del hotel. Halit, bastante molesto porque Esra no lo visitó, le revela que desde el comienzo sabía que no era Peride y que iba a advertirle sobre la presencia de Esra, pero la encontró muerta en la habitación, junto con un anillo como evidencia. Halit huyó para hacerle creer a George que él lo había hecho. Asimismo, Halit le comenta que él es el asesino de Mustafa Kemal y que sabía que Esra era gemela de Peride, pues averiguó que Peride fue encontrada siendo una bebé en una habitación en 1892. Ahmet, quien vigilaba la conversación, se da cuenta de que Esra y Halit se habían conocido en 1917, cuando ella viajó sin éxito al pasado. Al día siguiente, Halit le entrega a Esra el anillo que tenía Peride, y Ahmet lo reconoce como el anillo de su madre. Halit planea con George el atentado contra Mustafa Kemal. Esra y Ahmet confrontan a Sonia con el anillo; Sonia lo reconoce y dice que es un anillo único que tuvo que empeñar cuando llegó a Estambul. Van a la casa de empeño y encuentran el mismo anillo, y el encargado les dice que nunca fue vendido, lo que complica aún más la investigación de la muerte de Peride. Halit confronta a Esra y le confiesa que la ama, pero Esra, presionada por el destino, lo rechaza, lo que la deja consternada. George habla con Sonia y le promete convertirla nuevamente en princesa si trabaja para él, lo que ella acepta. Halit planea sabotear el ataque contra Mustafa Kemal, pero es detenido por Reşat y enviado a prisión. Dimitri vuelve al hotel y se encuentra con Sonia, quien le pregunta sobre el bebé que estaba esperando, pero Sonia no entiende lo que él dice. Dimitri confronta a Ahmet sobre una llave que se robó, y al ver el anillo en manos de Ahmet cree que él se lo robó a Sonia. Esra, borracha y despechada, llega a su habitación en el Cabaret, donde Sonia intenta asesinarla. |              |                            |              |             |                           |
| 8 | 8            | «La espiral del reloj»     | Emre Shahin  | Elif Usman  | 03 de marzo de 2022       |
| Esra |              |                            |              |             |                           |

### Segunda temporada (2024)
| N.º en serie | N.º en temp. | Título       | Dirigido por | Escrito por | Fecha de emisión original |
| ------------ | ------------ | ------------ | ------------ | ----------- | ------------------------- |
| 9            | 1            | «Episodio 1» | Emre Shahin  | Elif Usman  | 12 de septiembre de 2024  |
| 10           | 2            | «Episodio 2» | Emre Shahin  | Elif Usman  | 12 de septiembre de 2024  |
| 11           | 3            | «Episodio 3» | Emre Shahin  | Elif Usman  | 12 de septiembre de 2024  |
| 12           | 4            | «Episodio 4» | Emre Shahin  | Elif Usman  | 12 de septiembre de 2024  |
| 13           | 5            | «Episodio 5» | Emre Shahin  | Elif Usman  | 12 de septiembre de 2024  |
| 14           | 6            | «Episodio 6» | Emre Shahin  | Elif Usman  | 12 de septiembre de 2024  |
| 15           | 7            | «Episodio 7» | Emre Shahin  | Elif Usman  | 12 de septiembre de 2024  |
| 16           | 8            | «Episodio 8» | Emre Shahin  | Elif Usman  | 12 de septiembre de 2024  |

## Reparto
- Hazal Kaya como Peride / Esra Köksüz

- Tansu Biçer como Ahmet

- Selahattin Paşalı como Halit

- Engin Hepileri como Reşat

- Hakan Dinçkol como Mustafa Kemal Atatürk

- Yasemin Szawlowski como Sonia

- James Chalmers como George

- Ahmet Varlı como Dimitri

- Nergis Öztürk como Eleni

- Osman Albayrak como Naim Efendi

- Ergün Metin como Fahrettin

- Clare Louise Frost como Agatha Christie

- Jordan J Gallagher como Amante